# Citadelles de Québec
Pour les fortifications de Québec, voir Citadelle de Québec.
Les Citadelles de Québec sont une équipe de hockey sur glace de la Ligue américaine de hockey. L'équipe est établie à Québec en 1999, en tant que club-école des Canadiens de Montréal de la Ligue nationale de hockey. Elle est la suite des Canadiens de Fredericton et évolue au Colisée Pepsi. Ils accèdent aux quarts de finale de la Coupe Calder en 2001, avant d'être éliminés en 5 matchs par les Flames de Saint-Jean. En 2002, les Citadelles déménagent à Hamilton en Ontario et fusionnent avec les Bulldogs.

## Transfert de la concession de Fredericton
En décembre 1998, le directeur général des Sénateurs d'Ottawa, Rick Dudley, cherche à munir son équipe d’un club-école. Il entame des discussions avec un groupe d’investisseurs de Québec, dont le représentant est Maître Jean-Paul Boily. Deux mois plus tard, d’autres investisseurs de Québec, représentés par l’homme d’affaires Jacques Tanguay, s’entendent avec les Canadiens de Montréal pour assurer la gestion de leur club-école. L’organisation des maritimes, les Canadiens de Fredericton, aurait subi de lourdes pertes financière au cours des deux dernières années. Les deux groupes (Boily et Tanguay) présentent donc leur projet au conseil d’administration d’ExpoCité à la fin de février 1999. Le 4 mars, la corporation tranche en faveur du groupe Tanguay. 
Les hommes d’affaires Jacques Tanguay, Michel Cadrin et Paul Delage-Roberge deviennent donc les gestionnaires d’un club de hockey indépendant affilié aux Canadiens de Montréal. Selon l’entente conclue avec l’organisation du CH, l’équipe sera composée d’une douzaine de joueurs appartenant au club montréalais et sera complétée par d’autres hockeyeurs qui seront embauchés par les dirigeants de Québec.
Lors d’une conférence de presse tenue au Colisée le 13 avril 1999, le président de la Ligue américaine de hockey, David Andrews, annonce officiellement le transfert de la concession des Canadiens de Fredericton à Québec. La nouvelle équipe portera le nom de Citadelles. Maurice Tanguay est le président et Raymond Bolduc le directeur-général. Michel Therrien, entraîneur-chef à Fredericton lors de la saison 1998-1999, conserve son poste.
Le 14 mai 1999, sur la terrasse extérieure de la Citadelle de Québec, Jacques Tanguay présente les chandails de l’équipe. Le bouc Bâtisse, la mascotte du Royal 22e, le régiment d’infanterie des Forces armées canadiennes, qui occupe les fortifications de la Vieille capitale, a servi d’inspiration pour le logo du club. L’animal est d’ailleurs présent lors du dévoilement, tout comme Jean Béliveau, président honoraire du club, ainsi que le défenseur François Groleau, premier joueur à signer un contrat avec les Citadelles.

## Saison par saison

### Saison 1999-2000

#### Signatures et camp d’entraînement
Ramond Bolduc participe à se première réunion des directeurs généraux de la LAH qui a lieu à Louiseville, dans l’État du Kentucky, du 17 au 19 mai. Il profite de son séjour dans le sud-est des États-Unis pour s’entendre avec les Tiger Sharks de Tallahassee, de l'East Coast Hockey League, qui deviennent alors le club-école des Citadelles.
Le 17 juin, le club de Québec annonce la nomination d’Éric Lavigne au poste d’entraîneur-adjoint. Lavigne était l’entraîneur-chef des Patriotes de l’Université du Québec à Trois-Rivières depuis 1996. Il rejoint ainsi Gerry Fleming, l’autre adjoint de Therrien.
De la fin juin au début septembre, les Citadelles s’entendent avec 7 joueurs. Parmi ceux-ci, on retrouve le vétéran et ancien attaquant de la LNH, Pierre Sévigny, ainsi qu’un jeune gardien de but diplômé de l’Université de Clarkson, Dan Murphy. De leur côté, les Canadiens de Montréal signent des ententes, assorties d’une clause des ligues mineures (la clause Citadelles), avec Francis Bouillon, Jesse Bélanger, Craig Darby et Dave Morissette.
Le camp d’entraînement du club montréalais débute le 4 septembre et tous les joueurs des Citadelles sont invités. Trois jours plus tard, le CH quitte Montréal afin de poursuivre son entraînement dans l’Ouest canadien. Il cède alors 31 joueurs à son club-école, dont le gardien de but Mathieu Garon qui se dit surpris d’être aussi rapidement retranché.
Le camp d’entraînement des Citadelles s’entame le 8 septembre au Colisée et 48 joueurs se présentent à Michel Therrien. Les premières séances d’exercices et de jeux simulés se font en présence de 500 amateurs. Grâce à sa vitesse, l’ailier gauche Andreï Bashkirov se démarque et s’attire les louanges de son entraîneur.
Le premier match hors-concours des Citadelles se déroule le 10 septembre à l’Université du Vermont à Burlington. Les Boucs affrontent le Wolf Pack de Hartford et subissent une défaite de 4 à 3 en prolongation. Daniel Payette (un doublé) et François Sasseville ont marqué les buts de la troupe québécoise. De retour dans la Vieille capitale, Michel Therrien effectue ses premières coupures importantes et une vingtaine de joueurs sont remerciés. Le camp d’entraînement se poursuit et lors d’un match intra-équipe présenté aux Galeries de la Capitale, François Groleau, le premier joueur à s’être joint aux Citadelles, se blesse au genou lors d’une collision avec son coéquipier Jonathan Delisle. Il s'absentera du jeu pendant deux mois. 
Les Citadelles joue leur premier match hors-concours devant leurs partisans le 15 septembre. Ils remportent facilement la partie en battant le Wolf Pack de Hartford 7 à 0. Ils remportent également les deux matchs suivants, toujours à Québec, par les marques de 3 à 1 (contre les Flames de Saint-John) et de 4 à 3 (contre les Maple Leafs de Saint-John’s). Entretemps, les Canadiens ont cédé d’autres joueurs aux Citadelles, dont Jason Ward et Alain Nasreddine. Les hommes de Michel Therrien jouent encore deux autres parties hors-concours contre les Maple Leafs et les Flames, qu’ils perdent toutefois 3 à 1 et 7 à 3. Les dernières coupures sont effectués par Therrien et Montréal envoie d’autres joueurs à Québec. La saison régulière peut commencer.

#### Saison régulière
Le premier match de l’histoire des Citadelles a lieu le 1er octobre 1999 au Colisée de Québec. L’alignement du club est le suivant :
- Les gardiens du but : Mathieu Garon, Dan Murphy (substitut)
- Les défenseurs : Byron Briske, Jason McBain, Alain Nasreddine, Gennady Razin, Stéphane Robidas, Simon Tremblay
- Les centres : Marc Beaucage, Jesse Bélanger, Stéphane Roy, Sergueï Zolthok,
- Les ailiers : Andreï Bashkirov, Jonathan Delisle, Darcy Harris, Dave Morissette, Oleg Petrov, Pierre Sévigny, Joël Thériault, Jason Ward

Jean Béliveau est la vedette des cérémonies d’avant-match et l’organisation retire son chandail numéro 9 qu’il portait avec la première édition des Citadelles, 50 ans auparavant. Devant près de 10 000 spectateurs, le Wolf Pack de Hartford vient toutefois gâché le grand retour des Citadelles à Québec en remportant la partie 4 à 1. P.J. Stock joue un fort match pour le club-école des Rangers, bousculant l’adversaire et comptant 2 buts, dont le premier de la partie après seulement deux minutes de jeu. Les protégés de Michel Therrien paraissent nerveux et désorganisés à plusieurs occasions et des huées se font même entendre dans l’amphithéâtre. Le seul moment de réjouissance pour les partisans survient en 3e période alors que Hartford mène déjà 3 à 0. Sur une passe de Sergueï Zholtok, Jesse Bélanger marque le premier but de l’histoire des Citadelles. Mathieu Garon, accorde 3 buts sur 21 lancers, le quatrième étant inscrit dans un filet désert. 
Le 3 octobre 1999, toujours au Colisée de Québec, les Citadelles remportent leur première victoire par la marque de 4 à 3 face aux Flames de Saint-John. Marc Beaucage compte deux buts et prépare celui de la victoire réussi par le défenseur Jason McBain. Ce match est marqué par de violents combats qui éclatent en deuxième période. Dave Morissette est d’ailleurs victime d’une commotion cérébrale lorsqu’il reçoit une série de coups de poing derrière la tête alors qu’il est incapable de se défendre. Sans la présence de leur homme fort, les coéquipiers de Morissette encaissent une défaite de 4 à 1 lors de la partie suivante. D’autres huées se font entendre dans le Colisée et le nombre de spectateurs présents au match est décevant, moins de 4000 amateurs occupent les gradins.
Le premier match sur la route, pour la troupe de Michel Therrien, se solde par un verdict nul de 3 à 3 à Saint-John’s, Terre-Neuve. De retour à Québec, l'entraîneur des Citadelles décide d’envoyer le gardien de but Dan Murphy dans la mêlé. Cette décision porte fruit car Murphy réalise un jeu blanc à sa première sortie. Il repousse les 35 tirs des Maple Leafs de Saint-John’s et permet aux Citadelles de remporter le match 3 à 0. C’est d’ailleurs le début d’une séquence heureuse pour l’équipe québécoise, puisqu’elle ne subit qu’une seule défaite lors des 9 parties suivantes.
Le 1er novembre, le club présente une fiche de 9-2-2-1 et Pierre Sévigny est en tête des meilleurs marqueurs de la ligue avec 17 points. Les performances des gardiens de buts sont également exceptionnelles, notamment celle de Dan Murphy qui a remporté ses 4 premiers départs et qui affiche une moyenne de buts alloués de 1,41.
Les Citadelles présentent leur capitaine le 2 novembre. Les joueurs, entraîneurs, thérapeutes, soigneurs, ainsi que le directeur-gérant, ont élu l’Américain Jason McBain. Il sera secondé par Pierre Sévigny et Alain Nasreddine. La nomination de McBain arrive au même moment que les rappels de Bélanger et de Petrov par les Canadiens. Le grand club n’a que 3 victoires en 15 matchs depuis le début de la saison et plusieurs joueurs sont blessés. Amputés de deux de leurs meilleurs attaquants, les Citadelles subissent 3 défaites lors des 5 matchs suivants. 
Toutefois, ce n’est pas la fiche du club québécois qui attire l’attention, mais bien son incapacité à attirer des spectateurs. Au début de novembre, à peine 3500 amateurs se présentent en moyenne aux matchs des Citadelles, alors que leurs petits frères, les Remparts, attirent régulièrement des foules de plus 4000 spectateurs. Déçu de cette impopularité, le défenseur Alain Nasreddine finit par déclarer aux journalistes qu’ « il n’y a pas de plaisir à jouer à Québec ».Le lendemain, le directeur-gérant Raymond Bolduc affirme comprendre les joueurs déçus par les faibles assistances, mais demande à ces derniers de faire leur travail sans rechigner. Il croit que les gens finiront par se présenter aux Colisée si le club continue de gagner. 
Le message du patron semble être entendu puisque les Citadelles remportent 5 des 6 matchs suivants. Le club se retrouve même en première position du classement général de la LAH à la fin de novembre avec une fiche de 16 victoires et 35 points. Malheureusement, le vœu de Raymond Bolduc ne semblent pas vouloir se réaliser; les foules sont toujours décevantes. Le 30 novembre, alors que les Citadelles viennent de remporter 5 victoires de suite, seulement 3103 spectateurs se présentent au Colisée pour assister à une rencontre contre les Bruins de Providence, champions en titre de la Coupe Calder. Après la partie, Michel Therrien rencontre les journalistes et leur fait part de sa déception à propos du manque d’appui des amateurs.
Les Citadelles connaissent un mois de décembre difficile, cumulant une fiche de 4 victoires et 9 défaites. Des joueurs clés sont blessés (Beaucage, Bélanger, McBain), alors que d’autres sont rappelés par les Canadiens (Petrov, Ward, McCleary, Nasreddine). Le manque d’effectif est évident lors du match du 4 décembre à Worcester alors que seulement 15 patineurs sont en uniforme. Malgré la rétrogradation de Matt Higgins et de Mike Ribeiro par le club montréalais, les Citadelles n’arrivent pas à stopper leur chute, encaissant 5 défaites consécutives entre le 1er et le 10 décembre. Pour secouer ses troupes, Raymond Bolduc effectue un échange le 20 décembre. Il expédie le défenseur Byron Briske aux Vipers de Detroit de la LIH en retour de l’attaquant Xavier Delisle. Le jeune hockeyeur natif de Québec a joué sous les ordres de Michel Therrien et remporté la Coupe Memorial avec les Prédateurs de Granby en 1996. À sa première présence sur la patinoire lors de son premier match avec son nouveau club, il récolte une passe et aide les Citadelles à remporter la victoire. Toutefois, Québec termine l’année 1999 en subissant deux défaites. Le joueur le plus impressionnant lors de cette première demi-saison est sans contredit le gardien de but Dan Murphy qui présente une fiche de 12 victoires, 5 défaites et une moyenne de but alloués de 1,75.
Les revers continuent de s’accumuler pour les Citadelles en janvier 2000. Rare moment de réjouissance : Pierre Sévigny et Dan Murphy participent au match des étoiles de la LAH.
Le 31 janvier, Jesse Bélanger récolte 2 buts et 3 passes dans une victoire de Québec 7 à 3 contre les Falcons de Springfield. Avant la rencontre, les joueurs des Citadelles ont dédié le match à leur ancien coéquipier Trent McCleary, qui a été victime d’une grave blessure à la gorge lors d’une partie entre les Canadiens et les Flyers de Philadelphie deux jours plus tôt.
Au début de février, alors que la fiche du club est de 23 victoires, 28 défaites et 3 matchs nuls, le défenseur François Groleau se plaint ouvertement, auprès des journalistes, de son temps d’utilisation sur la glace qu’il juge trop restreint. Lors de la partie suivante, les Citadelles remportent une victoire de 7 à 4 contre Springfield et Groleau marque un but. Quelques semaines plus tard, soit le 1er mars, Groleau revient à la charge et fait une autre déclaration fracassante. Il prétend que son utilisation restreinte s’explique par le fait qu’il n’appartient pas à l’organisation de Montréal. Le 3 mars, Raymond Bolduc et Michel Therrien le suspendent un match pour avoir mis en doute l’intégrité de l’organisation. Entretemps, le club n’a remporté que deux victoires en sept parties.
Malgré tout, des joueurs se démarquent par leurs performances individuelles. Stéphane Robidas, épaté par sa constance à la ligne bleue. Xavier Delisle qui n’avait que 8 points en 20 matchs avec les Vipers de Detroit récolte 18 points à ses 18 premières parties avec les Citadelles. Dan Murphy continue de bien faire devant les buts et Raymond Bolduc lui permet de discuter avec les Flyers de Philadelphie. Il signe son premier contrat de la LNH avec l’organisation des Broad Street Bullies à la fin du mois de février.
En mars, les Citadelles font l’acquisition de l’attaquant Patrice Tardif du Moose du Manitoba en retour du défenseur Barry Richter. Raymond Bolduc tente ensuite d’engager Frédéric Deschênes pour remplacer Dan Murphy, mais après quelques jours de négociations entre les deux clans, la direction des Citadelles refuse de satisfaire les exigences salariales du gardien de but québécois et laisse tomber le dossier. Le 9 mars, les Canadiens échangent Igor Ulanov en compagnie d’Alain Nasreddine aux Oilers d’Edmonton en retour des défenseurs Christian Laflamme et Mathieu Descôteaux. Laflamme demeure avec le CH alors que Descôteaux est cédé au Citadelles. La même journée, Dan Murphy est finalement échangé aux Phantoms de Philadelphie en retour de l’agitateur Chris Albert. Montréal prête le gardien de but Éric Fichaud à son club-école quelques jours plus tard. Enfin, le 16 mars, la capitaine Jason McBain est échangé aux Griffins de Grand Rapids en retour de l’attaquant Jeff Shevalier. Pierre Sévigny devient alors le nouveau capitaine des Citadelles. Québec a maintenant un alignement définitif et s’apprête à entamer le dernier droit de la saison régulière.
Avec 4 parties à jouer au calendrier régulier, la troupe de Michel Therien est toujours dans la course pour le premier rang de la division Atlantique.  Après une défaite de 6 à 2 contre les Lock Monsters de Lowell, le club se ressaisit et remporte une victoire de 3 à 0 face aux Maple Leafs de St-John’s. Les Citadelles s’approchent ainsi à un seul point du premier rang de la division, position occupée par les Flames de Saint-John. C’est d’ailleurs contre ces mêmes Flames qu’ils termineront leur saison, dans une série aller-retour Saint-John-Québec. Jason Ward choisit la première rencontre de ce duel pour connaître l’une de ses meilleures performances de la saison : il prépare les buts de Xavier Delisle et Stéphane Robidas en plus de compter le but vainqueur dans une victoire de 3 à 2 au Nouveau-Brunswick. Puis, le lendemain, au Colisée de Québec, Ward compte un autre but et Mathieu Garon effectue 37 arrêts pour permettre aux Citadelles de remporter le match 3 à 1. Québec termine au  premier rang de la division Atlantique avec une fiche de 37 victoires, 34 défaites, 5 matchs nuls et 4 défaites en prolongation pour un total de 83 points. Le club affrontera en première ronde des séries éliminatoires les champions en titre de la coupe Calder, les Bruins de Providence.

#### Séries éliminatoires
La série 3 de 5 entre les Citadelles et les Bruins débute le 12 avril à Québec. Dominés 46 à 20 au chapitre des tirs au but, les hommes de Michel Therrien subissent un revers de 4 à 1, et ce, malgré le brio du gardien de but Éric Fichaud. Seulement  2200 spectateurs assistent à cette rencontre. Avant la partie, le défenseur Stéphane Robidas a reçu la coupe Molson, le trophée remis au joueur de l’année chez les Citadelles. Lors du deuxième match, Providence remporte la victoire en deuxième période de prolongation par la marque de 4 à 3. Québec a pourtant pris les devants 2 à 0 en première période et 3 à 2 en début de troisième période, mais à chaque fois, les hommes de Peter Laviolette sont revenus de l’arrière. Après la partie, Michel Therrien, abattu, déclare qu’il vient de vivre la défaite la plus crève-cœur de sa carrière. Questionné sur la faible assistance du match (seulement 1850 spectateurs se sont présentés au Colisée), l’entraîneur préfère ne pas commenter. Le lendemain, les Remparts de Québec  remportent un match des séries éliminatoires par la marque de 7 à 1 contre les Wildcats de Moncton. Dans le Colisée, une foule bruyante de 13 400 spectateurs applaudissent les vainqueurs.
Les Citadelles, qui font face à l’élimination, doivent maintenant disputer le match numéro 3 à Providence. Dans le but de faire tourner la chance, Mathieu Garon est envoyé dans le filet à la place de Fichaud qui a reçu plus de 90 lancers lors des deux premières parties. Mais les Bruins font fi de cette stratégie, et en début de deuxième période, Garon est chassé du match alors qu’il vient d’accorder 3 buts en 20 minutes de jeu; Providence mène 3 à 1. Les deux clubs s’échangent des buts lors de la période médiane, puis en début de troisième, Tardif et Sévigny comptent rapidement pour porter la marque à 5 à 5. Toutefois, les champions en titre de la Coupe Calder marquent le but décisif avec moins de 10 minutes à faire à la partie et, cette fois-ci, Québec est incapable d’égaler la marque. Les Citadelles sont balayées 3 à 0 dans cette série face aux Bruins de Providence. 
De retour à Québec, quelques joueurs déclarent qu’ils ont été déçus par les faibles assistances lors des matchs présentés au Colisée. Pour tenter d’expliquer ce désintéressement des amateurs, certains journalistes avancent quelques hypothèses : le succès des Remparts, l’hostilité de plusieurs envers les Canadiens et le départ, encore très douloureux, des Nordiques.       

## Statistiques
| Saison    | PJ | V  | D  | N  | DP | BP  | BC  | Pts | Classement                    | Séries éliminatoires                                                         |
| --------- | -- | -- | -- | -- | -- | --- | --- | --- | ----------------------------- | ---------------------------------------------------------------------------- |
| 1999-2000 | 80 | 37 | 34 | 5  | 4  | 227 | 238 | 83  | Premiers division Atlantique  | 0-3 contre les Bruins de Providence                                          |
| 2000-2001 | 80 | 41 | 32 | 3  | 4  | 265 | 252 | 89  | Deuxièmes division Atlantique | 3-1 contre les Maple Leafs de Saint-Jean 1-4 contre les Flames de Saint-Jean |
| 2001-2002 | 80 | 35 | 27 | 15 | 3  | 257 | 257 | 88  | Premiers division Canadienne  | 0-3 contre les Bulldogs de Hamilton                                          |